# Biblioteca de la Real Academia de Jurisprudencia y Legislación
La Biblioteca de la Real Academia de Jurisprudencia y Legislación és una biblioteca especialitada en dret, que reuneix els fons bibliogràfics de la Real Academia de Jurisprudencia y Legislación d'Espanya de les acadèmies que la van precedir. Va ser formalment instituïda en 1883, encara que les seves funcions apareixen ja en l'Acadèmia Matritense en 1839. Està situada a Madrid, en el palau del Carrer Marquès de Cubes.

## Història
Els seus fons inicials van ser aportats per les acadèmies que van precedir la Reial Acadèmia: Acadèmia de Dret Espanyol i Público (establerta en 1763), coneguda com a “Acadèmia de Santa Bàrbara” per la seva advocació a aquesta santa. En el seu moment, s'exigia als nous acadèmics que aportessin “llibres” o diners. També han arribat llibres procedents de les acadèmies de Carles III i Ferran VII, fundades per aquest últim en 1826. No obstant això la part fonamental dels fons procedeixen de l'Acadèmia de la Puríssima Concepció que en 1838 seria denominada Acadèmia Matritense de Jurisprudència i Legislació i finalment, en 1882 passaria a ser l'actual Reial Acadèmia de Jurisprudència i Legislació.
El càrrec de bibliotecari s'esmenta per primera vegada respecte a l'Acadèmia Matritense en 1839. Aquest any va ser nomenat bibliotecari Fernando Álvarez sent aquest un membre més de la Junta Directiva. Bibliotecaris illustres van ser: Manuel Torres Campos, José Maluquer i Salvador, i ja en el segle xx Agustín González de Amezúa. Estatutàriament van ser les constitucions de 1876 i de 1883 quan va quedar regulada la funció de la Biblioteca.
L'ex-libris va ser des de l'inici la imatge de la Immaculada Concepció. El primer catàleg dels fons és de 1850 i comptava amb 1058 volums. El catàleg de 1876, format per Torres Campos ja consta de 2188.

## Biblioteca Digital
Des de 2008 l'Acadèmia compta amb una biblioteca digital de lliure accés, denominada Iuris Digital, amb un fons de 1474 títols. Compta a més amb obres rares o úniques com a fullets dels primers anys del XIX en la seva majoria de caràcter polític, econòmic, alguns satírics i molts referits a la Constitució de 1812. També ha inclòs l'obra d'aquells autors que van ser un enllaç entre la Illustració i el moviment constitucionalista com Sempere i Guarinos, Manuel Lardizábal, Francisco Martínez Marina i Javier de Burgos.
Iuris Digital està embarcada en un procés de digitalització –a càrrec de DÍGIBIS– dels seus propis fons històrics i també de la producció jurídica i administrativa per a incloure les obres més significatives d'aquesta temàtica a Espanya. Aquesta especialització reflecteix la història del dret a Espanya i l'evolució de l'ensenyament d'aquest, així com la història de les institucions i de l'administració de la justícia.